# José Vences
José Vences Camacho (Jojutla, Morelos, México, julio de 1964) es un bailarín, coreógrafo y director artístico morelense radicado en Los Ángeles, California. Especialista en danza folklórica mexicana y fundador de dos compañías.

## Trayectoria artística
Comenzó su vida como bailarín a los 16 años mientras estudiaba Enseñanza de Educación Primaria en la Universidad Autónoma del Estado de Morelos. En 1984 fue seleccionado para participar en el programa de Intercambio Cultural con la Ciudad de Kansas, Misuri, Estados Unidos. Posteriormente entra como miembro a la Compañía Universitaria del Centro Cultural Morelos. 
En 1985 se mudó a la Ciudad de México para entrar al Instituto Nacional de Bella Artes y fue aceptado para ingresar al Ballet Folklórico de México de Amalia Hernández. En julio de 1986 se volvió miembro residente de dicho ballet y en enero de 1987 fue promovido a la primera compañía, donde tuvo la oportunidad de presentarse en Europa, Brasil, Estados Unidos y en la República Mexicana. 
En 1990, se mudó a Los Ángeles, California, EUA, donde fundó en 1992 el Ballet Folklórico del Pacífico. En 2003 crea el primer ballet de folklor mexicano de Los Ángeles llamado Grandeza Mexicana.

### Ballet Grandeza Mexicana
Es una compañía fundada por Vences en septiembre de 2003 con más de 30 bailarines/as en escena. Es una organización artística sin fines de lucro que busca la preservación de la cultura y las costumbres mexicanas pasadas y presentes. A 10 años de su formación, ya contaba con 54 artistas.
Algunos de sus espectáculos han sido: 
- México: Mis Raíces
- El quinto sol
- Carnaval Morelos

Desde 2014, la compañía ha montado el espectáculo Ruta del Norte, el cual celebra la diversidad y las similitudes compartidas entre el suroeste de Estados Unidos y el norte de México.
La compañía se ha presentado tanto en México como en Estados Unidos, en escenarios tales como The Music Center, Terrace Theatre de Long Beach, The Center for the Arts en Sacramento, el teatro Marjorie Luke en Santa Bárbara, en el anfiteatro Ford de Los Ángeles, el Alex Theatre de Glendale , Centro Cultural Skirball, entre otros.
Han compartido escenario con la artista Lila Downs, con la Banda de Tlayacapan de Morelos, los mariachis Cuicatlán y Los toros, así como con el coro Harmonies Girls.